# Inna Deriglazova
Inna Vasilievna Deriglazova (în rusă Инна Васильевна Дериглазова, n. 10 martie 1990, Kurceatov⁠(d), RSFS Rusă, URSS) este o scrimeră rusă specializată pe floretă, campioană olimpică în 2016, campioană mondială în 2015 și campioană europeană în 2012. Cu echipa Rusiei a fost vicecampioană olimpică la Londra 2012, campioană mondială în 2011 și 2015, și campioană europeană în 2016.

## Carieră
S-a apucat de scrimă la vârsta de opt ani în orașul natal. După ce talentul său a devenit evident, s-a pregătit intensiv sub îndrumarea lui Ildar Mavliutov. Chiar dacă era de statură mică în copilărie, s-a obișnuit să trage cu scrimeri mult mai în vârstă.
A cucerit o medalie de bronz la Campionatul Mondial pentru cadeți din 2006 de la Taebaek, urmată în anul următor de aurul, atât la individual, cât și pe echipe, la Campionatul Mondial pentru cadeți de la Novi Sad. În același an a câștigat o medalie de bronz la Campionatul Mondial pentru juniori de la Praga. A devenit campioană mondială de juniori la Amsterdam în 2008.
La scurt timp după titlul său mondial s-a căsătorit și a dat naștere unei fetite, Diana. A oprit antrenamentul cu doar o săptămâna înainte de naștere și s-a întors pe planșe după două săptămâni. Două luni mai târziu a fost vicecampioană a Rusiei. În anul 2010 a cucerit titlul mondial de juniori la individual și pe echipe. S-a alăturat echipei naționale de seniori, obținând bronzul la individual și pe echipe la Campionatul European din 2010 de la Leipzig.
Ea a urcat pe primul său podium de Cupa Mondială la Tauberbischofsheim în 2011. La Campionatul Mondial din 2011 a fost eliminată în optimile de finale de sud-coreeanca Nam Hyun-hee. La proba pe echipe Rusia a trecut de Franța, apoi de Coreea de Sud. S-a impus la o tușă în finala cu Italia, dobândind titlul mondial. La Campionatul European din 2012 a învins-o pe italianca Arianna Errigo în semifinală, apoi a câștigat cu colega sa de lot Kamilla Gafurzianova, cucerind primul său titlu la individual.
Și-a făcut debutul olimpic la Jocurile Olimpice din 2012 de la Londra. La proba individuală a fost eliminată în turul doi de franțuzoaica Ysaora Thibus, scorul fiind 8–15. La proba pe echipe Rusia a trecut de Japonia și Coreea de Sud. A întâlnit în finala așa-numită „Dream Team” italiană, alcătuită din medaliatele de aur, argint și bronz de la proba individuală. Inna Deriglazova a deschis meciul în față Valentinei Vezzali, pierzând 2–5. Celelalte membre ale echipei au și cedat și Rusia a pierdut în cele din urmă, scorul fiind 31–45.

## Palmares
Clasamentul la Cupa Mondială
| An  | 2006 | 2007 | 2008 | 2009 | 2010 | 2011 | 2012 | 2013 | 2014 | 2015 |
| --- | ---- | ---- | ---- | ---- | ---- | ---- | ---- | ---- | ---- | ---- |
| Loc | 230  | _    | 190  | _    | 13   | 10   | 12   | 2    | 6    | 3    |

## Legături externe
Materiale media legate de Inna Deriglazova la Wikimedia Commons
- Prezentare la Federația Rusă de Scrimă
- Prezentare Arhivat în 14 august 2014, la Wayback Machine. la Confederația Europeană de Scrimă
- en Inna Deriglazova la Olympedia.org